# Tugny-et-Pont
Tugny-et-Pont est une commune française située dans le département de l'Aisne, en région Hauts-de-France.

## Géographie

### Communes limitrophes

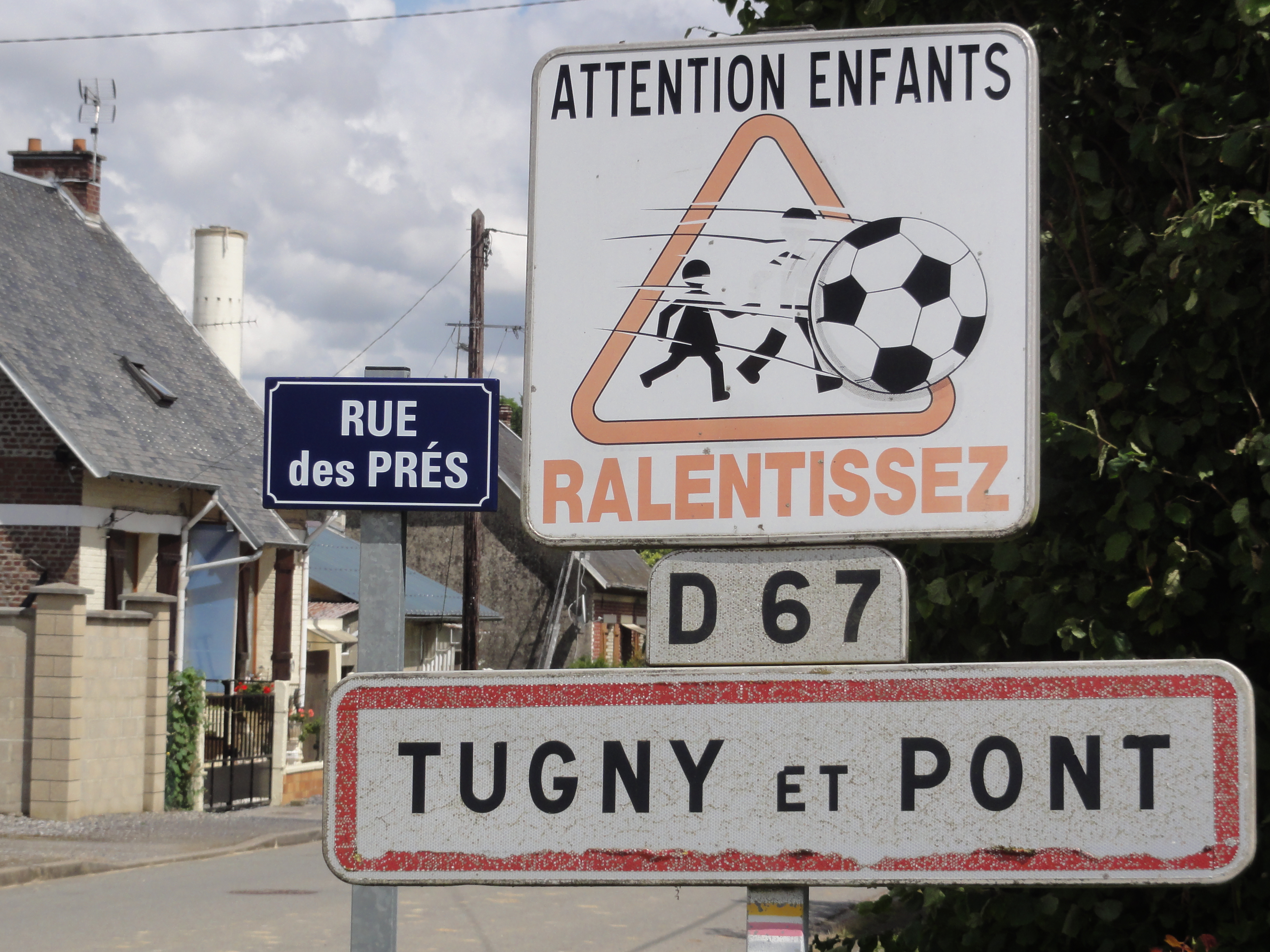
Entrée de Tugny-et-Pont.
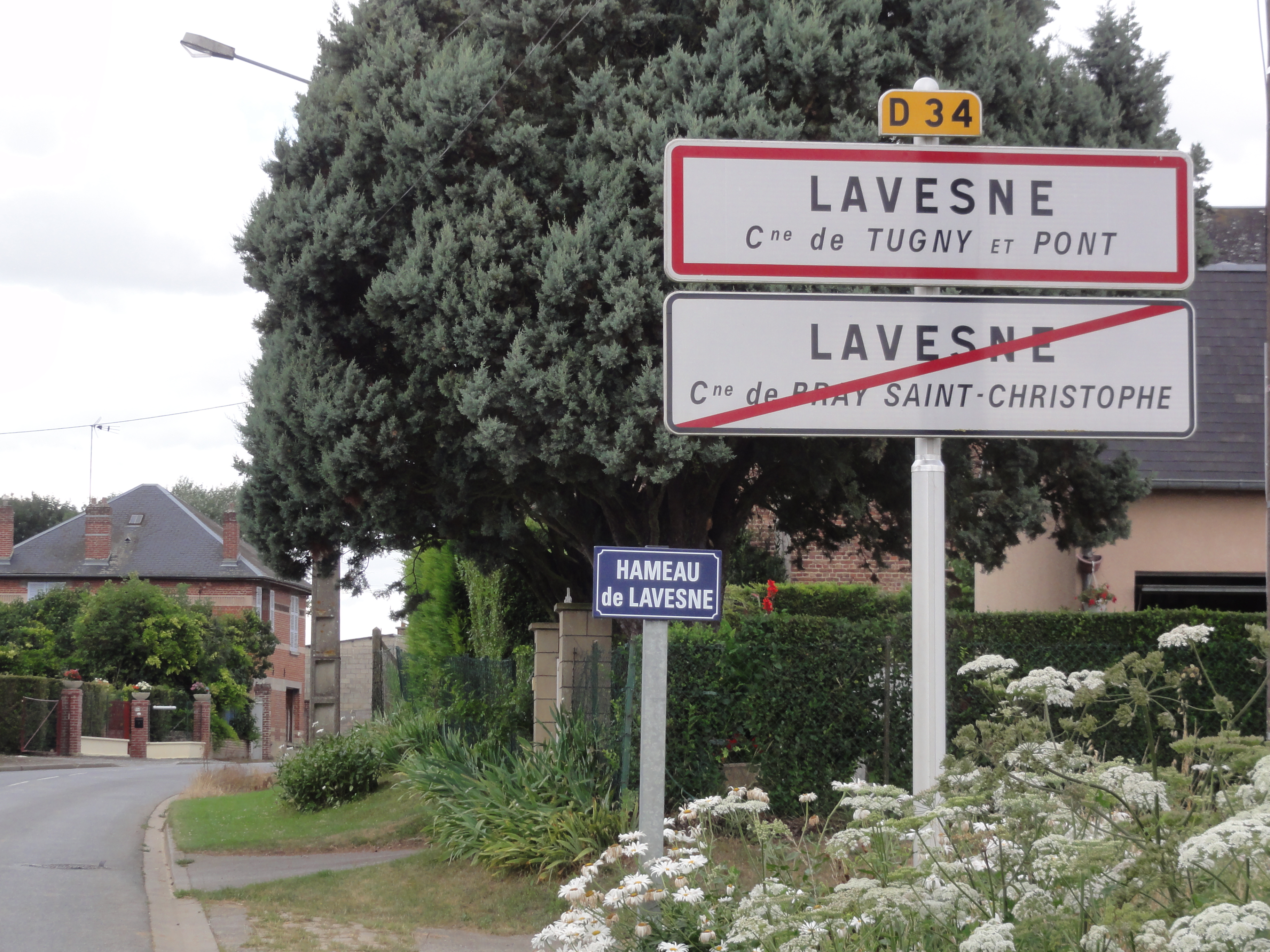
Lavesne, hameau partagé entre Tugny-et-Pont et Bray-Saint-Christophe.

### Hydrographie

#### Réseau hydrographique
La commune est située dans le bassin Artois-Picardie. Elle est drainée par la Somme la rivière, le canal de St-Quentin vers la Somme le canalisée, la rivièrette/Somme, le ruisseau du Marais des Foins, la rigole de la Mère Nourrice, le ruisseau de la Longue Vallée, divers bras de décharge Aval Rd Ecl 25 Pont-Tugny Ecl divers bras de décharge au le canal de St-Quentin divers bras de décharge Rd Ecl 25 Pont-Tugny du le canal de St-Quentin à l'écluse du divers bras de décharge et un autre petit cours d'eau.
La Somme est un fleuve du nord de la France, en région Hauts-de-France, qui traverse les deux départements de l'Aisne et de la Somme. Il prend sa source dans la commune de Fonsomme et se jette  dans la Manche par la baie de Somme entre Le Crotoy et Saint-Valery-sur-Somme.
Le canal de Saint-Quentin, long de 92,5 km, assure la jonction entre l'Oise, la Somme et l'Escaut et met en relation le Bassin parisien, le Nord de la France et la Belgique.

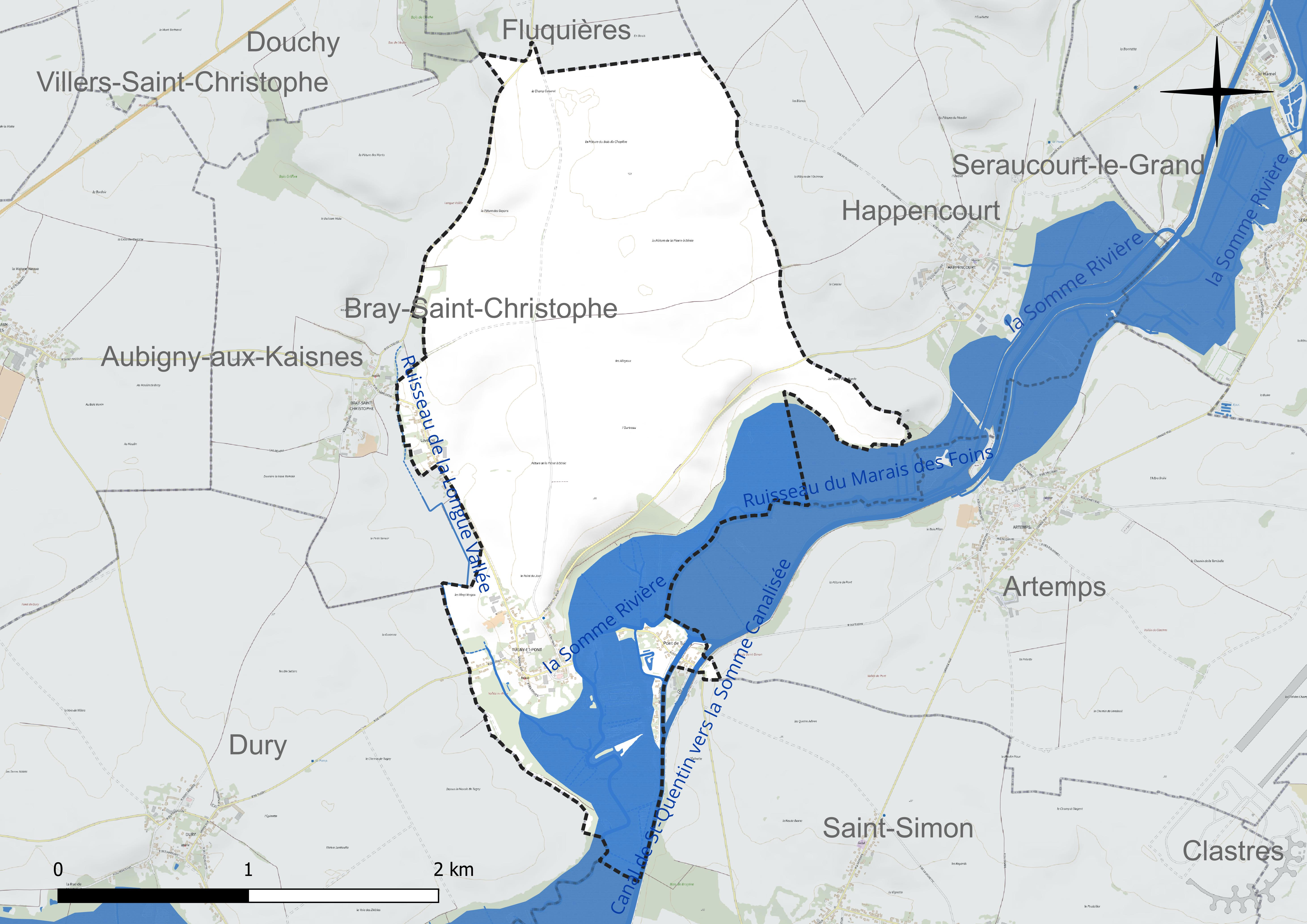
Réseau hydrographique de Tugny-et-Pont.

#### Gestion et qualité des eaux
Le territoire communal est couvert par le schéma d'aménagement et de gestion des eaux (SAGE) « Haute Somme ». Ce document de planification concerne un territoire de 1 798 km2 de superficie, délimité par le bassin versant de la Haute Somme est constitué d'un réseau hydrographique complexe de cours d'eau, de marais, d'étangs et de canaux. Le périmètre a été arrêté le 21 avril 2006 et le SAGE proprement dit a été approuvé le 15 juin 2017. La structure porteuse de l'élaboration et de la mise en œuvre est le syndicat mixte d'aménagement hydraulique du bassin versant de la Somme (AMEVA).
La qualité des cours d'eau peut être consultée sur un site dédié géré par les agences de l'eau et l'Agence française pour la biodiversité.

### Climat
Pour des articles plus généraux, voir Climat des Hauts-de-France et Climat de l'Aisne.
En 2010, le climat de la commune est de type climat océanique dégradé des plaines du Centre et du Nord, selon une étude du CNRS s'appuyant sur une série de données couvrant la période 1971-2000. En 2020, Météo-France publie une typologie des climats de la France métropolitaine dans laquelle la commune est exposée à un climat océanique et est dans la région climatique Nord-est du bassin Parisien, caractérisée par un ensoleillement médiocre, une pluviométrie moyenne régulièrement répartie au cours de l'année et un hiver froid (3 °C).
Pour la période 1971-2000, la température annuelle moyenne est de 10,4 °C, avec une amplitude thermique annuelle de 14,8 °C. Le cumul annuel moyen de précipitations est de 703 mm, avec 11,2 jours de précipitations en janvier et 8,7 jours en juillet. Pour la période 1991-2020, la température moyenne annuelle observée sur la station météorologique la plus proche, située sur la commune de Fontaine-lès-Clercs à 7 km à vol d'oiseau, est de 10,8 °C et le cumul annuel moyen de précipitations est de 683,4 mm,. Pour l'avenir, les paramètres climatiques de la commune estimés pour 2050 selon différents scénarios d'émission de gaz à effet de serre sont consultables sur un site dédié publié par Météo-France en novembre 2022.

## Urbanisme

### Typologie
Au 1er janvier 2024, Tugny-et-Pont est catégorisée commune rurale à habitat dispersé, selon la nouvelle grille communale de densité à 7 niveaux définie par l'Insee en 2022.
Elle est située hors unité urbaine. Par ailleurs la commune fait partie de l'aire d'attraction de Saint-Quentin, dont elle est une commune de la couronne,. Cette aire, qui regroupe 120 communes, est catégorisée dans les aires de 50 000 à moins de 200 000 habitants,.

### Occupation des sols
L'occupation des sols de la commune, telle qu'elle ressort de la base de données européenne d'occupation biophysique des sols Corine Land Cover (CLC), est marquée par l'importance des territoires agricoles (72 % en 2018), une proportion identique à celle de 1990 (72 %). La répartition détaillée en 2018 est la suivante : 
terres arables (72 %), forêts (21,7 %), zones urbanisées (6,3 %).
L'évolution de l'occupation des sols de la commune et de ses infrastructures peut être observée sur les différentes représentations cartographiques du territoire : la carte de Cassini (XVIIIe siècle), la carte d'état-major (1820-1866) et les cartes ou photos aériennes de l'IGN pour la période actuelle (1950 à aujourd'hui).

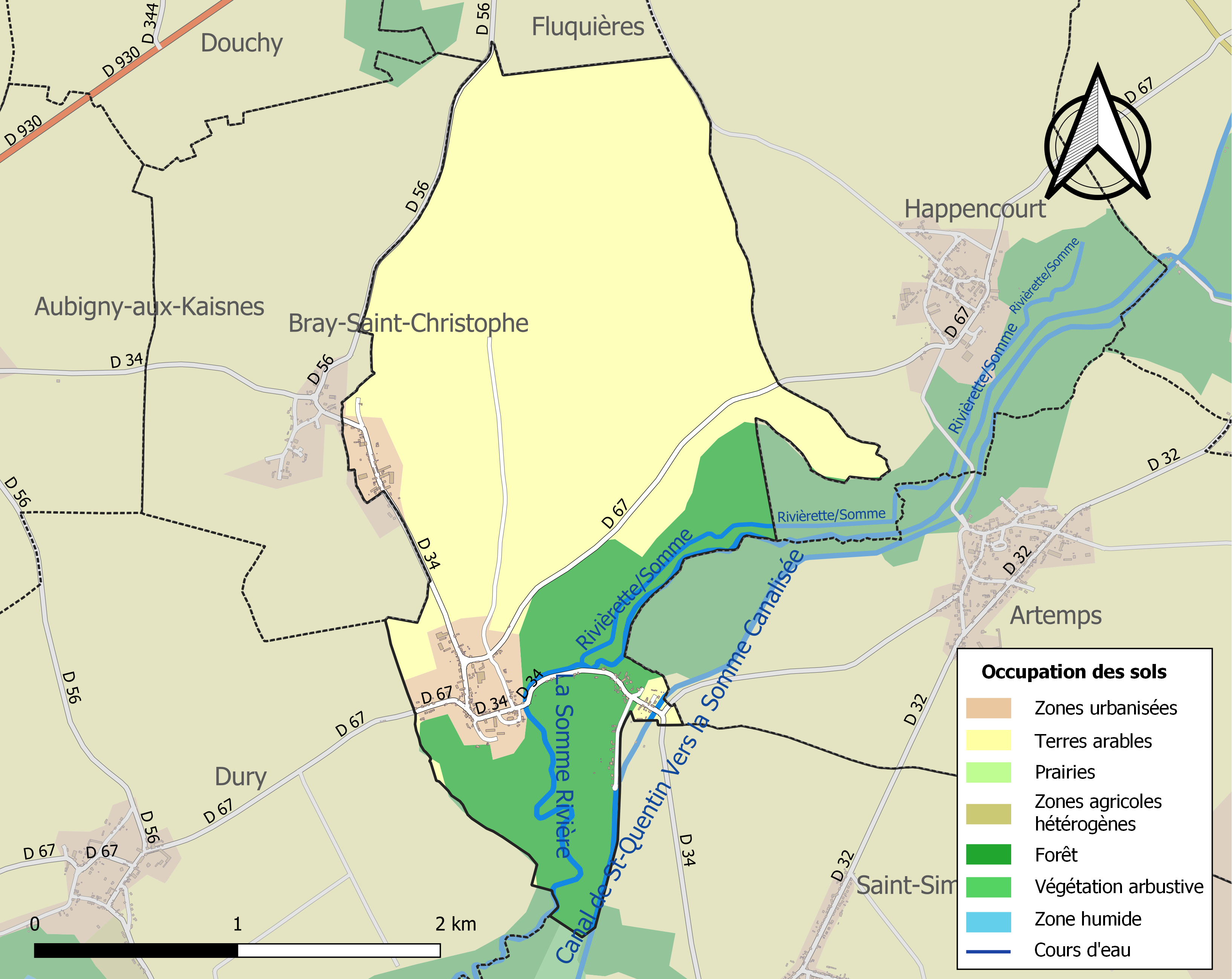
Carte de l'occupation des sols de la commune en 2018 (CLC).

## Toponymie
Tugny est attesté sous les formes Tuigni (1171) ; Parrochia de Tugni (1171) ; Tugnis (1197) ; Tungni (1197) ; Tugniacum (1224) ; Tuniacum (1288) ; Thugni (1335) ; Thugny (1495).
Pont est attesté sous les formes Pons (1197) ; Pons-juxta-Tugny (1206) ; Pont-dales-Thugny (XIVe siècle).

Pont est un mot français répandu en toponymie. Il s'agit, ici, d'un pont sur la Somme.

## Histoire
Les communes de Tugny et de Pont-de-Tugny, constituées lors de la Révolution française, ont fusionné le 24 octobre 1803, formant  Tugny-et-Pont.

## Politique et administration

La communauté d'agglomération du Saint-Quentinois dans le département de l'Aisne.

### Rattachements administratifs et électoraux
La commune se trouve dans l'arrondissement de Saint-Quentin du département de l'Aisne. Pour l'élection des députés, elle fait partie de la deuxième circonscription de l'Aisne.
Elle faisait partie depuis sa création du canton de Saint-Simon. Dans le cadre du redécoupage cantonal de 2014 en France, elle est désormais intégrée au canton de Ribemont.

### Intercommunalité
La commune faisait partie de la communauté de communes du canton de Saint-Simon (C32S), créée fin 1994.
Dans le cadre des dispositions de la loi portant nouvelle organisation territoriale de la République (Loi NOTRe) du 7 août 2015, qui prévoit que les établissements publics de coopération intercommunale (EPCI) à fiscalité propre doivent avoir un minimum de 15 000 habitants (sous réserve de certaines dérogations bénéficiant aux territoires de très faible densité), le préfet de l'Aisne a adopté un nouveau schéma départemental de coopération intercommunale par arrêté du 30 mars 2016 qui prévoit notamment la fusion de la  communauté de communes du canton de Saint-Simon et de la communauté d'agglomération de Saint-Quentin, aboutissant au regroupement de 39 communes comptant 83 287 habitants.
Cette fusion est intervenue le 1er janvier 2017, et la commune est désormais membre de la communauté d'agglomération du Saint-Quentinois.

### Liste des maires
| Période                                  | Période                   | Identité       | Étiquette | Qualité                   |
| ---------------------------------------- | ------------------------- | -------------- | --------- | ------------------------- |
| Les données manquantes sont à compléter. |                           |                |           |                           |
| mars 2001                                | 15 juillet 2009           | Colette Dureux |           | Démissionnaire            |
| juillet 2009                             | mai 2020                  | Michel Lefevre | SE        | Retraité de l'agriculture |
| mai 2020                                 | En cours (au 24 mai 2020) | Grégoire Bono  |           |                           |

## Population et société

### Démographie
L'évolution du nombre d'habitants est connue à travers les recensements de la population effectués dans la commune depuis 1793. Pour les communes de moins de 10 000 habitants, une enquête de recensement portant sur toute la population est réalisée tous les cinq ans, les populations de référence des années intermédiaires étant quant à elles estimées par interpolation ou extrapolation. Pour la commune, le premier recensement exhaustif entrant dans le cadre du nouveau dispositif a été réalisé en 2005.

En 2022, la commune comptait 283 habitants, en évolution de +2,54 % par rapport à 2016 (Aisne : −1,97 %, France hors Mayotte : +2,11 %).
| 1793 | 1800 | 1806 | 1821 | 1831 | 1836 | 1841 | 1846 | 1851 |
| ---- | ---- | ---- | ---- | ---- | ---- | ---- | ---- | ---- |
| 392  | 389  | 592  | 600  | 742  | 710  | 707  | 750  | 705  |

| 1856 | 1861 | 1866 | 1872 | 1876 | 1881 | 1886 | 1891 | 1896 |
| ---- | ---- | ---- | ---- | ---- | ---- | ---- | ---- | ---- |
| 718  | 675  | 640  | 596  | 614  | 591  | 572  | 570  | 511  |

| 1901 | 1906 | 1911 | 1921 | 1926 | 1931 | 1936 | 1946 | 1954 |
| ---- | ---- | ---- | ---- | ---- | ---- | ---- | ---- | ---- |
| 510  | 509  | 487  | 289  | 358  | 324  | 316  | 333  | 297  |

| 1962 | 1968 | 1975 | 1982 | 1990 | 1999 | 2005 | 2006 | 2010 |
| ---- | ---- | ---- | ---- | ---- | ---- | ---- | ---- | ---- |
| 306  | 263  | 259  | 251  | 288  | 268  | 247  | 243  | 281  |

| 2015 | 2020 | 2022 | - | - | - | - | - | - |
| ---- | ---- | ---- | - | - | - | - | - | - |
| 273  | 284  | 283  | - | - | - | - | - | - |

### Associations
L'association Spectacles Sainte Eulalie organise dans la commune des évènements culturels qui reprennent l'histoire mais plus particulièrement la légende de sainte Eulalie, qui a marqué de son empreinte dans le village.

## Culture locale et patrimoine

### Lieux et monuments
- Église Sainte-Eulalie de Tugny-et-Pont.
- La chapelle Sainte-Eulalie surmontée d'une croix : calvaire Sainte-Eulalie.
- Monument aux morts.
- La halte des pèlerins de de Tugny-et-Pont, sur la via Francigena, l'un des chemins de Saint Jacques de Compostelle[33]

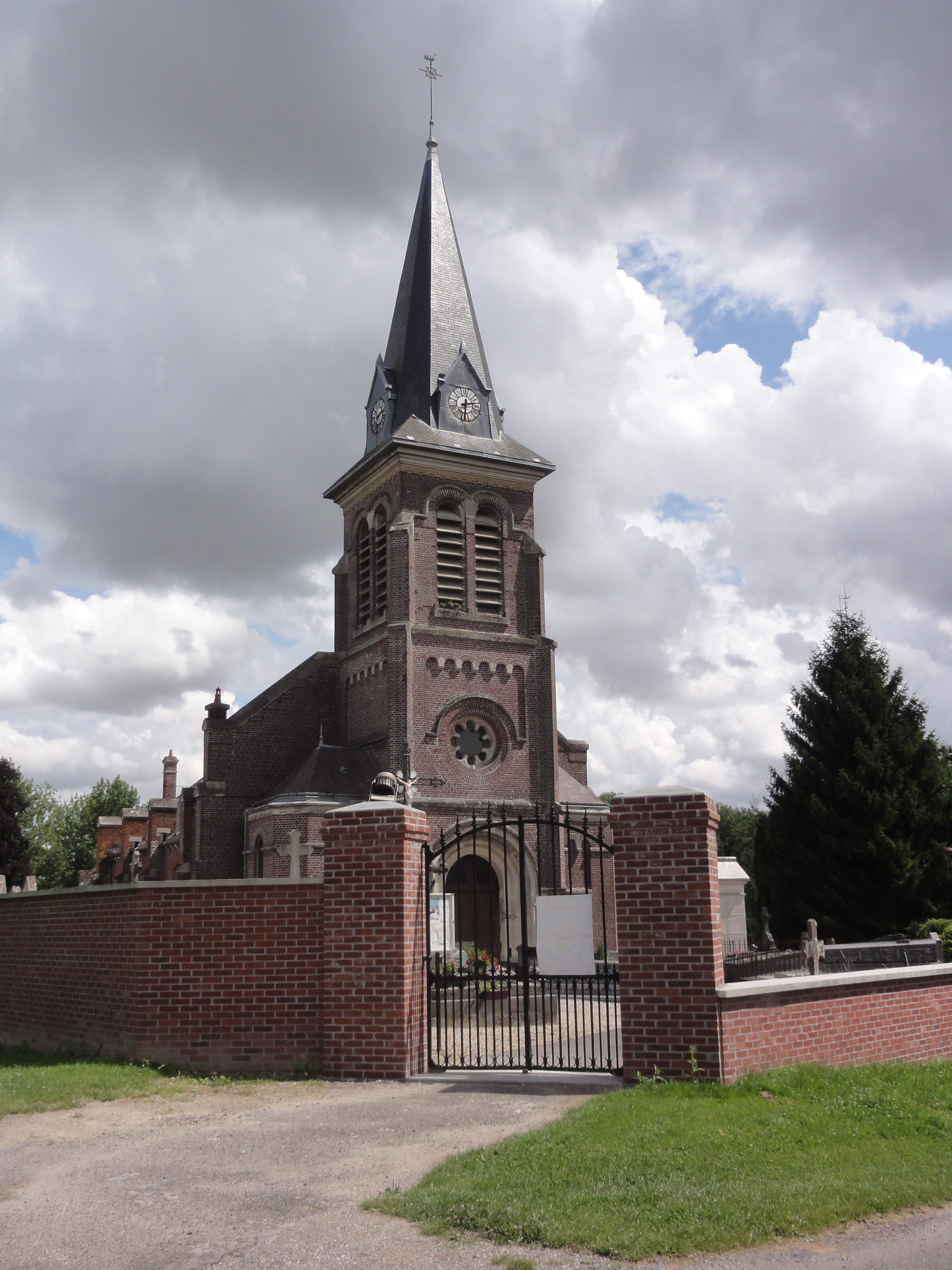
Église Sainte-Eulalie-et-Saint-Aubert.
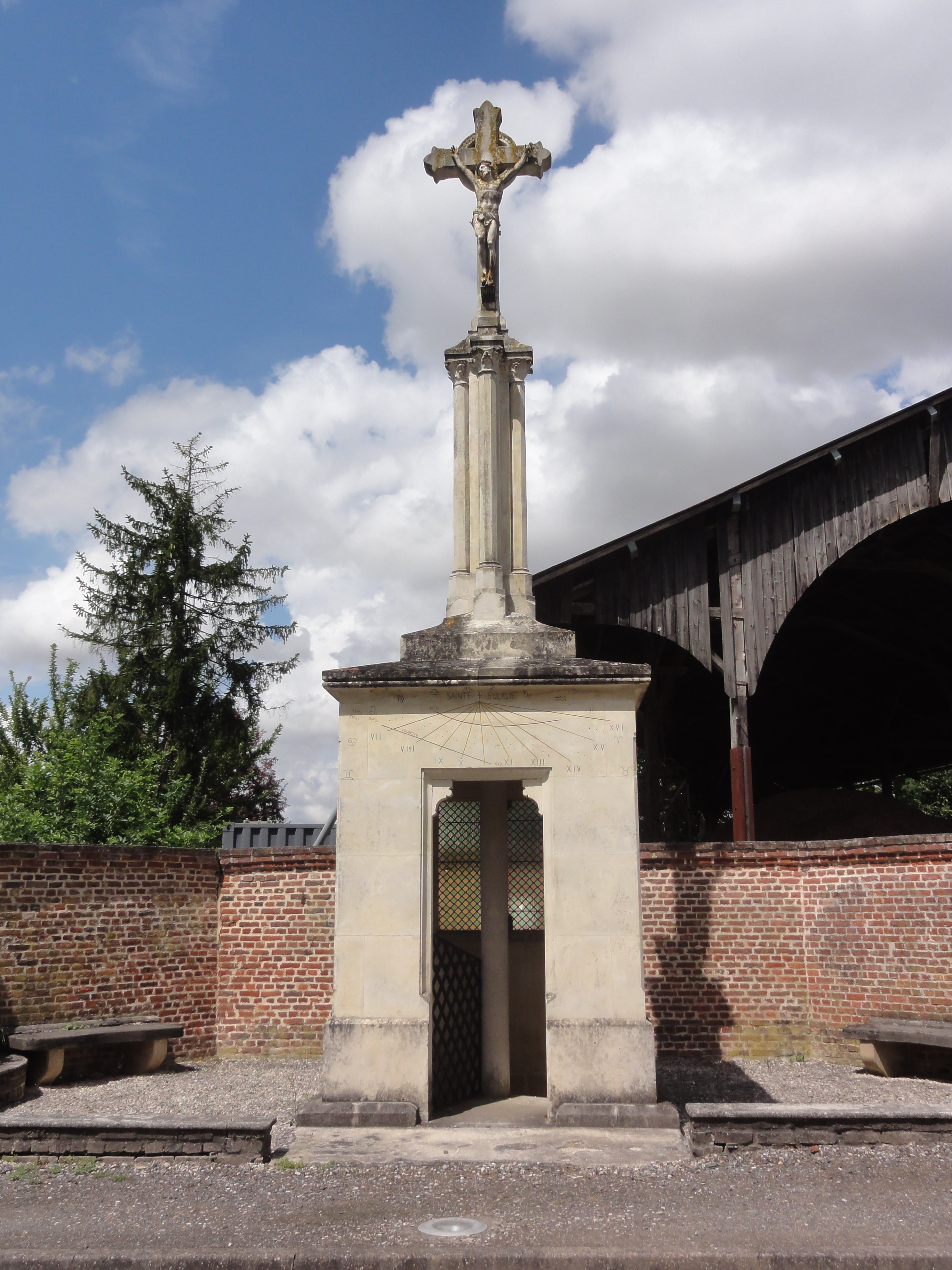
Calvaire Sainte-Eulalie.
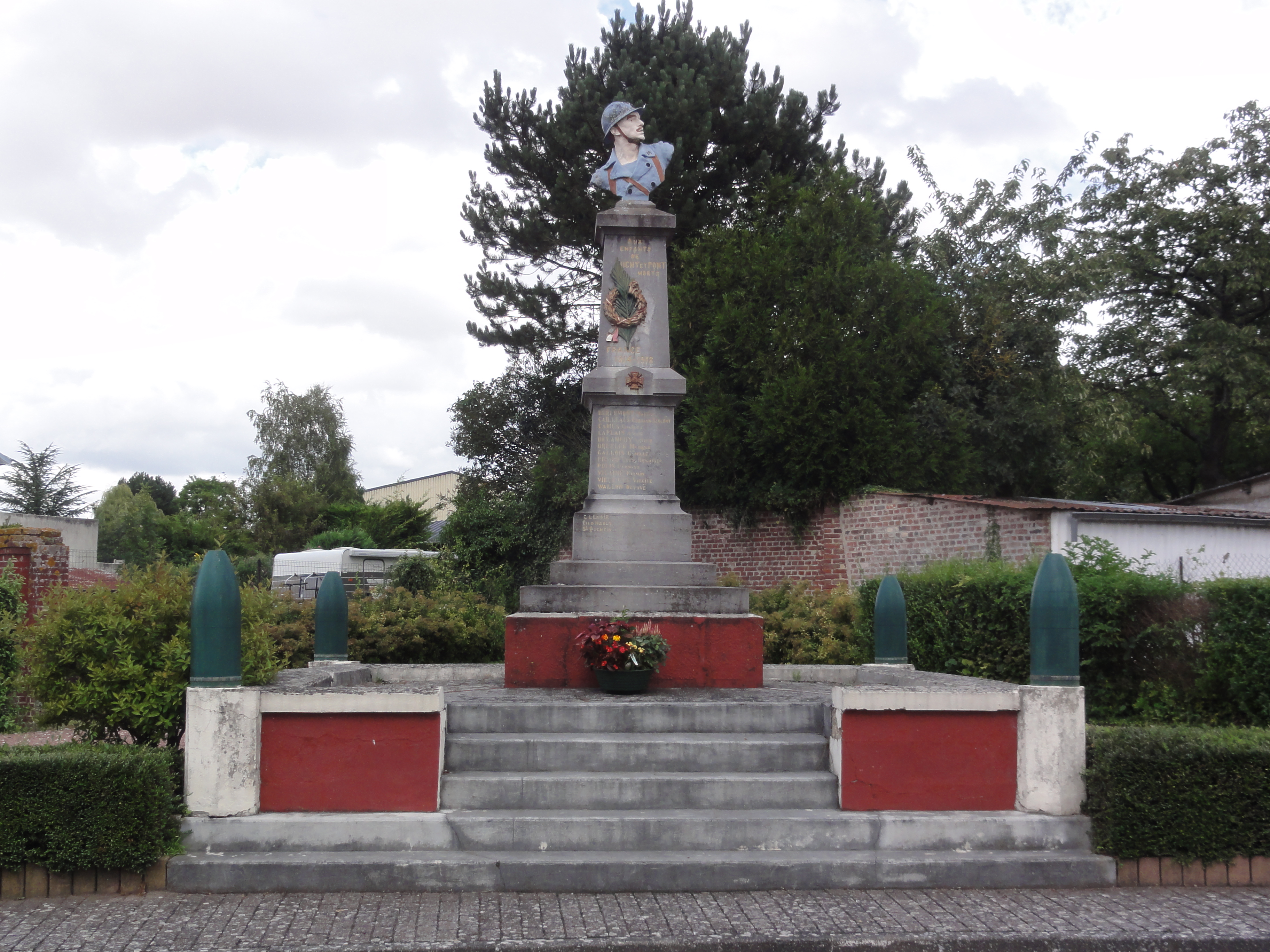
Monument aux morts.

### Personnalités liées à la commune
- Douin de Lavesne, trouvère, auteur du fabliau Trubert.
- Constant Allart, (1796-1861), homme politique, député de la Somme de 1848 à 1849, maire d'Amiens.
- Louis Brassart-Mariage (1875-1933), architecte de l'église.